# Les Empereurs
Les Empereurs est une île française inhabitée, située au sud de Marseille, au large du massif des Calanques. Elle fait partie de l'archipel de Riou.

## Géographie
Situé au Sud de l'île de Riou et à l'Est du Grand Congloué, il s'agit de deux grands rochers totalement désertique dont la forme rappelle une couronne. Le plus haut mesure 25 m et le second 11 m. Le site est surtout connu des amateurs de plongée sous-marine.